# Daniela Vogl
Daniela Vogl (* 13. Juni 1975 in München) ist eine deutsche Diplomatin. Seit 2023 ist sie deutsche Botschafterin in Honduras.

## Leben und Diplomatie
Daniela Vogl erlangte 1993 die österreichische Hochschulreife am Wirtschaftskundlichen Realgymnasium in Wels. Von 1993 bis 2000 studierte sie Politikwissenschaft, Anglistik und Kommunikationswissenschaft an der Universität Leipzig und der Universidad Complutense Madrid.
Im Jahr 2000 trat sie in den deutschen diplomatischen Dienst ein. Nach der Diplomatenausbildung an der Aus- und Fortbildungsstätte des Auswärtigen Amts in Bonn-Ippendorf und Berlin-Tegel von 2000 bis 2002 führte sie ihre erste Auslandsverwendung bis 2004 an die Deutsche Botschaft Caracas.
Anschließend war sie von 2004 bis 2007 in der Zentrale des Auswärtigen Amts in Berlin beschäftigt. Von 2007 bis 2010 arbeitete sie an der Deutschen Botschaft Madrid. Es folgte von 2010 bis 2013 eine weitere Verwendung als Referentin in der Zentrale des Auswärtigen Amts. Von 2013 bis 2017 war sie stellvertretende Referatsleiterin im Auswärtigen Amt, unterbrochen von einer Zeit 2014 als Geschäftsträgerin a. i. an der Deutschen Botschaft Asunción. Von 2017 bis 2019 war sie Ständige Vertreterin des Botschafters an der Deutschen Botschaft Caracas. Von 2019 bis 2023 war Daniela Vogl Referatsleiterin in der Zentrale des Auswärtigen Amts.
Seit 2023 ist die deutsche Botschafterin in Tegucigalpa.